# Skate Canada

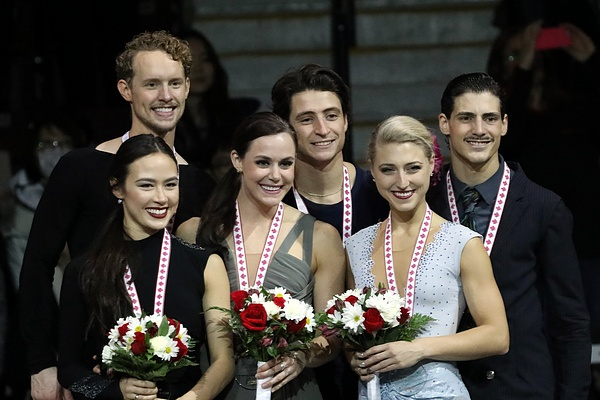
Tessa Virtue y Scott Moir en el Skate Canada International 2016

Skate Canada International es una competición internacional anual de patinaje artístico sobre hielo en categoría sénior organizada por la asociación canadiense de patinaje sobre hielo Skate Canada. Forma parte del circuito del Grand Prix desde 1995, el año en que se inició la serie. Se compite en las cuatro disciplinas olímpicas de patinaje artístico: patinaje individual femenino, masculino, patinaje en parejas y danza sobre hielo; en dos ocasiones (1989 y 1990) hubo también una competición de cuartetos. El primer Skate Canada tuvo lugar en 1973 y  en 1987 fue el evento clasificatorio para los Juegos Olímpicos de Calgary de 1988. 

## Medallistas

### Patinaje individual masculino
| Medallistas | Medallistas                  | Medallistas                  | Medallistas                  | Medallistas                  |
| ----------- | ---------------------------- | ---------------------------- | ---------------------------- | ---------------------------- |
| Año         | Ubicación                    | Oro                          | Plata                        | Bronce                       |
| 1973        | Calgary                      | Toller Cranston              | Ron Shaver                   | Minoru Sano                  |
| 1974        | Kitchener                    | Ron Shaver                   | Minoru Sano                  | Charles Tickner              |
| 1975        | Edmonton                     | Toller Cranston              | Ron Shaver                   | Terry Kubicka                |
| 1976        | Ottawa                       | Ron Shaver                   | Robin Cousins                | David Santee                 |
| 1977        | Moncton                      | Robin Cousins                | Charles Tickner              | Scott Cramer                 |
| 1978        | Vancouver                    | Fumio Igarashi               | Charles Tickner              | Brian Pockar                 |
| 1979        | La competición no tuvo lugar | La competición no tuvo lugar | La competición no tuvo lugar | La competición no tuvo lugar |
| 1980        | Calgary                      | Scott Hamilton               | Brian Pockar                 | David Santee                 |
| 1981        | Ottawa                       | Norbert Schramm              | Brian Orser                  | Jozef Sabovčík               |
| 1982        | Kitchener                    | Brian Boitano                | Brian Orser                  | Heiko Fischer                |
| 1983        | Halifax                      | Brian Orser                  | Grzegorz Filipowski          | Masaru Ogawa                 |
| 1984        | Victoria                     | Brian Orser                  | Grzegorz Filipowski          | Masaru Ogawa                 |
| 1985        | London                       | Jozef Sabovčík               | Scott Williams               | Grzegorz Filipowski          |
| 1986        | Regina                       | Vitali Egorov                | Christopher Bowman           | Grzegorz Filipowski          |
| 1987        | Calgary                      | Brian Orser                  | Brian Boitano                | Víktor Petrenko              |
| 1988        | Thunder Bay                  | Kurt Browning                | Víktor Petrenko              | Angelo D'Agostino            |
| 1989        | Cornwall                     | Petr Barna                   | Paul Wylie                   | Daniel Weiss                 |
| 1990        | Lethbridge                   | Kurt Browning                | Grzegorz Filipowski          | Mark Mitchell                |
| 1991        | London                       | Elvis Stojko                 | Vasili Eremenko              | Paul Wylie                   |
| 1992        | Victoria                     | Elvis Stojko                 | Scott Davis                  | Éric Millot                  |
| 1993        | Ottawa                       | Kurt Browning                | Mark Mitchell                | Steven Cousins               |
| 1994        | Red Deer                     | Elvis Stojko                 | Michael Shmerkin             | Sébastien Britten            |
| 1995        | Saint John                   | Alekséi Urmánov              | Michael Shmerkin             | Éric Millot                  |
| 1996        | Kitchener                    | Elvis Stojko                 | Iliá Kulik                   | Scott Davis                  |
| 1997        | Halifax                      | Elvis Stojko                 | Iliá Kulik                   | Michael Tyllesen             |
| 1998        | Kamloops                     | Yevgueni Pliúshchenko        | Elvis Stojko                 | Szabolcs Vidrai              |
| 1999        | Saint John                   | Alekséi Yagudin              | Elvis Stojko                 | Takeshi Honda                |
| 2000        | Mississauga                  | Alekséi Yagudin              | Todd Eldredge                | Matthew Savoie               |
| 2001        | Saskatoon                    | Alekséi Yagudin              | Elvis Stojko                 | Todd Eldredge                |
| 2002        | Quebec                       | Takeshi Honda                | Emanuel Sandhu               | Stanislav Timchenko          |
| 2003        | Mississauga                  | Yevgueni Pliúshchenko        | Jeffrey Buttle               | Takeshi Honda                |
| 2004        | Halifax                      | Emanuel Sandhu               | Ben Ferreira                 | Jeffrey Buttle               |
| 2005        | St. John's                   | Emanuel Sandhu               | Jeffrey Buttle               | Nobunari Oda                 |
| 2006        | Victoria                     | Stéphane Lambiel             | Daisuke Takahashi            | Johnny Weir                  |
| 2007        | Quebec                       | Brian Joubert                | Kevin van der Perren         | Jeffrey Buttle               |
| 2008        | Ottawa                       | Patrick Chan                 | Ryan Bradley                 | Evan Lysacek                 |
| 2009        | Kitchener                    | Jeremy Abbott                | Daisuke Takahashi            | Alban Préaubert              |
| 2010        | Kingston                     | Patrick Chan                 | Nobunari Oda                 | Adam Rippon                  |
| 2011        | Mississauga                  | Patrick Chan                 | Javier Fernández             | Daisuke Takahashi            |
| 2012        | Windsor                      | Javier Fernández             | Patrick Chan                 | Nobunari Oda                 |
| 2013        | Saint John                   | Patrick Chan                 | Yuzuru Hanyu                 | Nobunari Oda                 |
| 2014        | Kelowna                      | Takahito Mura                | Javier Fernández             | Max Aaron                    |
| 2015        | Lethbridge                   | Patrick Chan                 | Yuzuru Hanyu                 | Daisuke Murakami             |
| 2016        | Mississauga                  | Patrick Chan                 | Yuzuru Hanyu                 | Kevin Reynolds               |
| 2017        | Regina                       | Shoma Uno                    | Jason Brown                  | Aleksandr Samarin            |
| 2018        | Laval                        | Shoma Uno                    | Keegan Messing               | Cha Jun-hwan                 |
| 2019        | Kelowna                      | Yuzuru Hanyu                 | Nam Nguyen                   | Keiji Tanaka                 |

### Patinaje individual femenino
| Medallistas | Medallistas                  | Medallistas                  | Medallistas                  | Medallistas                  |
| ----------- | ---------------------------- | ---------------------------- | ---------------------------- | ---------------------------- |
| Año         | Ubicación                    | Oro                          | Plata                        | Bronce                       |
| 1973        | Calgary                      | Lynn Nightingale             | Barbara Terpenning           | Jean Scott                   |
| 1974        | Kitchener                    | Lynn Nightingale             | Anett Pötzsch                | Wendy Burge                  |
| 1975        | Edmonton                     | Susanna Driano               | Kath Malmberg                | Emi Watanabe                 |
| 1976        | Ottawa                       | Kim Alletson                 | Karena Richardson            | Garnet Ostermeier            |
| 1977        | Moncton                      | Linda Fratianne              | Lisa-Marie Allen             | Heather Kemkaran             |
| 1978        | Vancouver                    | Lisa-Marie Allen             | Claudia Kristofics-Binder    | Kristiina Wegelius           |
| 1979        | La competición no tuvo lugar | La competición no tuvo lugar | La competición no tuvo lugar | La competición no tuvo lugar |
| 1980        | Calgary                      | Elaine Zayak                 | Tracey Wainman               | Claudia Kristofics-Binder    |
| 1981        | Ottawa                       | Tracey Wainman               | Rosalynn Sumners             | Kira Ivanova                 |
| 1982        | Kitchener                    | Vikki De Vries               | Kristiina Wegelius           | Rosalynn Sumners             |
| 1983        | Halifax                      | Katarina Witt                | Kay Thomson                  | Tiffany Chin                 |
| 1984        | Victoria                     | Midori Ito                   | Tiffany Chin                 | Natalia Lebedeva             |
| 1985        | London                       | Caryn Kadavy                 | Elizabeth Manley             | Patricia Neske               |
| 1986        | Regina                       | Elizabeth Manley             | Claudia Leistner             | Joanne Conway                |
| 1987        | Calgary                      | Debi Thomas                  | Elizabeth Manley             | Joanne Conway                |
| 1988        | Thunder Bay                  | Natalia Lebedeva             | Jill Trenary                 | Patricia Neske               |
| 1989        | Cornwall                     | Kristi Yamaguchi             | Simone Lang                  | Natalia Lebedeva             |
| 1990        | Lethbridge                   | Josée Chouinard              | Lisa Sargeant                | Holly Cook                   |
| 1991        | London                       | Surya Bonaly                 | Marina Kielmann              | Karen Preston                |
| 1992        | Victoria                     | Mariya Butyrskaya            | Alice Sue Claeys             | Josée Chouinard              |
| 1993        | Ottawa                       | Chen Lu                      | Olga Markova                 | Karen Preston                |
| 1994        | Red Deer                     | Krisztina Czakó              | Laetitia Hubert              | Jessica Mills                |
| 1995        | Saint John                   | Michelle Kwan                | Hanae Yokoya                 | Josée Chouinard              |
| 1996        | Kitchener                    | Irina Slútskaya              | Tara Lipinski                | Lucinda Ruh                  |
| 1997        | Halifax                      | Michelle Kwan                | Mariya Butyrskaya            | Surya Bonaly                 |
| 1998        | Kamloops                     | Elena Liashenko              | Fumie Suguri                 | Irina Slútskaya              |
| 1999        | Saint John                   | Michelle Kwan                | Yúliya Soldatova             | Jennifer Robinson            |
| 2000        | Mississauga                  | Irina Slútskaya              | Michelle Kwan                | Fumie Suguri                 |
| 2001        | Saskatoon                    | Sarah Hughes                 | Irina Slútskaya              | Michelle Kwan                |
| 2002        | Quebec                       | Sasha Cohen                  | Fumie Suguri                 | Viktoria Volchkova           |
| 2003        | Mississauga                  | Sasha Cohen                  | Shizuka Arakawa              | Júlia Sebestyén              |
| 2004        | Halifax                      | Cynthia Phaneuf              | Yoshie Onda                  | Susanna Pöykiö               |
| 2005        | St. John's                   | Alissa Czisny                | Joannie Rochette             | Yukari Nakano                |
| 2006        | Victoria                     | Joannie Rochette             | Fumie Suguri                 | Yuna Kim                     |
| 2007        | Quebec                       | Mao Asada                    | Yukari Nakano                | Joannie Rochette             |
| 2008        | Ottawa                       | Joannie Rochette             | Fumie Suguri                 | Alissa Czisny                |
| 2009        | Kitchener                    | Joannie Rochette             | Alissa Czisny                | Laura Lepistö                |
| 2010        | Kingston                     | Alissa Czisny                | Ksenia Makárova              | Amélie Lacoste               |
| 2011        | Mississauga                  | Elizaveta Tuktamysheva       | Akiko Suzuki                 | Ashley Wagner                |
| 2012        | Windsor                      | Kaetlyn Osmond               | Akiko Suzuki                 | Kanako Murakami              |
| 2013        | Saint John                   | Yúliya Lipnítskaya           | Akiko Suzuki                 | Gracie Gold                  |
| 2014        | Kelowna                      | Anna Pogorilaya              | Ashley Wagner                | Satoko Miyajara              |
| 2015        | Lethbridge                   | Ashley Wagner                | Yelizaveta Tuktamýsheva      | Yuka Nagai                   |
| 2016        | Mississauga                  | Yevguéniya Medvédeva         | Kaetlyn Osmond               | Satoko Miyahara              |
| 2017        | Regina                       | Kaetlyn Osmond               | Maria Sotskova               | Ashley Wagner                |
| 2018        | Laval                        | Yelizaveta Tuktamýsheva      | Mako Yamashita               | Yevguéniya Medvédeva         |
| 2019        | Kelowna                      | Alexandra Trusova            | Rika Kihira                  | You Young                    |

### Patinaje en parejas
| Medallistas en parejas | Medallistas en parejas                                      | Medallistas en parejas                                      | Medallistas en parejas                                      | Medallistas en parejas                                      |
| ---------------------- | ----------------------------------------------------------- | ----------------------------------------------------------- | ----------------------------------------------------------- | ----------------------------------------------------------- |
| Año                    | Ubicación                                                   | Oro                                                         | Plata                                                       | Bronce                                                      |
| 1973- 1983             | No hubo competición en la disciplina de patinaje en parejas | No hubo competición en la disciplina de patinaje en parejas | No hubo competición en la disciplina de patinaje en parejas | No hubo competición en la disciplina de patinaje en parejas |
| 1984                   | Victoria                                                    | Yelena Bechke / Valeri Kornienko                            | Cynthia Coull / Mark Rowsom                                 | Katherina Matousek / Lloyd Eisler                           |
| 1985                   | London                                                      | Yekaterina Gordéyeva / Serguéi Grinkov                      | Veronika Pershina / Marat Akbarov                           | Denise Benning / Lyndon Johnston                            |
| 1986                   | Regina                                                      | Cynthia Coull / Mark Rowsom                                 | Yekaterina Gordéyeva / Serguéi Grinkov                      | Natalie Seybold / Wayne Seybold                             |
| 1987                   | Calgary                                                     | Christine Hough / Doug Ladret                               | Yelena Kvitchenko / Rashid Kadyrkaev                        | Katy Keely / Joseph Mero                                    |
| 1988                   | Thunder Bay                                                 | Isabelle Brasseur / Lloyd Eisler                            | Peggy Schwarz / Alexander König                             | Ekaterina Murugova / Artem Torgashev                        |
| 1989                   | Cornwall                                                    | Yelena Leonova / Gennadi Krasnitski                         | Cindy Landry / Lyndon Johnston                              | Michelle Menzies / Kevin Wheeler                            |
| 1990                   | Lethbridge                                                  | Isabelle Brasseur / Lloyd Eisler                            | Yevguéniya Shishkova / Vadim Naúmov                         | Michelle Menzies / Kevin Wheeler                            |
| 1991                   | London                                                      | Stacey Ball / Jean-Michel Bombardier                        | Michelle Menzies / Kevin Wheeler                            | Marina Yeltsova / Andréi Bushkov                            |
| 1992                   | Victoria                                                    | Mandy Wötzel / Ingo Steuer                                  | Michelle Menzies / Jean-Michel Bombardier                   | Danielle Carr / Stephen Carr                                |
| 1993                   | Ottawa                                                      | Yekaterina Gordéyeva / Serguéi Grinkov                      | Radka Kovaříková / René Novotný                             | Michelle Menzies / Jean-Michel Bombardier                   |
| 1994                   | Red Deer                                                    | Kristy Sargeant / Kris Wirtz                                | Yelena Berezhnaya / Oleg Shliajov                           | Sarah Abitbol / Stéphane Bernadis                           |
| 1995                   | Saint John                                                  | Yevguéniya Shishkova / Vadim Naúmov                         | Mariya Petrova / Antón Sijarulidze                          | Jodeyne Higgins / Sean Rice                                 |
| 1996                   | Kitchener                                                   | Mandy Wötzel / Ingo Steuer                                  | Marina Yeltsova / Andréi Bushkov                            | Kyoko Ina / Jason Dungjen                                   |
| 1997                   | Halifax                                                     | Oksana Kazakova / Artur Dmítriev                            | Marina Jalturina / Andrei Kroukov                           | Sarah Abitbol / Stéphane Bernadis                           |
| 1998                   | Kamloops                                                    | Shen Xue / Zhao Hongbo                                      | Mariya Petrova / Alekséi Tijonov                            | Jamie Salé / David Pelletier                                |
| 1999                   | Saint John                                                  | Yelena Berezhnaya / Antón Sijarulidze                       | Kyoko Ina / John Zimmerman                                  | Kristy Wirtz / Kris Wirtz                                   |
| 2000                   | Mississauga                                                 | Jamie Salé / David Pelletier                                | Yelena Berezhnaya / Antón Sijarulidze                       | Mariya Petrova / Alekséi Tijonov                            |
| 2001                   | Saskatoon                                                   | Jamie Salé / David Pelletier                                | Tatiana Totmianina / Maksim Marinin                         | Anabelle Langlois / Patrice Archetto                        |
| 2002                   | Quebec                                                      | Tatiana Totmianina / Maksim Marinin                         | Pang Qing / Tong Jian                                       | Anabelle Langlois / Patrice Archetto                        |
| 2003                   | Mississauga                                                 | Tatiana Totmianina / Maksim Marinin                         | Shen Xue / Zhao Hongbo                                      | Dorota Zagórska / Mariusz Siudek                            |
| 2004                   | Halifax                                                     | Shen Xue / Zhao Hongbo                                      | Pang Qing / Tong Jian                                       | Dorota Zagórska / Mariusz Siudek                            |
| 2005                   | St. John's                                                  | Aliona Savchenko / Robin Szolkowy                           | Mariya Petrova / Alekséi Tijonov                            | Valérie Marcoux / Craig Buntin                              |
| 2006                   | Victoria                                                    | Zhang Dan / Zhang Hao                                       | Rena Inoue / John Baldwin                                   | Valérie Marcoux / Craig Buntin                              |
| 2007                   | Quebec                                                      | Aliona Savchenko / Robin Szolkowy                           | Jessica Dubé / Bryce Davison                                | Yuko Kawaguchi / Aleksandr Smirnov                          |
| 2008                   | Ottawa                                                      | Yuko Kawaguchi / Aleksandr Smirnov                          | Jessica Dubé / Bryce Davison                                | Keauna McLaughlin / Rockne Brubaker                         |
| 2009                   | Kitchener                                                   | Aliona Savchenko / Robin Szolkowy                           | Mariya Mujórtova / Maksim Trankov                           | Jessica Dubé / Bryce Davison                                |
| 2010                   | Kingston                                                    | Lubov Iliushechkina / Nodari Maisuradze                     | Kirsten Moore-Towers / Dylan Moscovitch                     | Paige Lawrence / Rudi Swiegers                              |
| 2011                   | Mississauga                                                 | Tatiana Volosozhar / Maksim Trankov                         | Sui Wenjing / Han Cong                                      | Meagan Duhamel / Eric Radford                               |
| 2012                   | Windsor                                                     | Aliona Savchenko / Robin Szolkowy                           | Meagan Duhamel / Eric Radford                               | Stefania Berton/ Ondrei Hotarek                             |
| 2013                   | Saint John                                                  | Stefania Berton/ Ondrei Hotarek                             | Sui Wenjing / Han Cong                                      | Meagan Duhamel / Eric Radford                               |
| 2014                   | Kelowna                                                     | Meagan Duhamel / Eric Radford                               | Sui Wenjing / Han Cong                                      | Yevguéniya Tarásova / Vladímir Morózov                      |
| 2015                   | Lethbridge                                                  | Meagan Duhamel / Eric Radford                               | Yevguéniya Tarásova / Vladímir Morózov                      | Kirsten Moore-Towers / Michael Marinaro                     |
| 2016                   | Mississauga                                                 | Meagan Duhamel / Eric Radford                               | Yu Xiaoyu / Zhang Hao                                       | Lubov Ilyushechkina / Dylan Moscovitch                      |
| 2017                   | Regina                                                      | Meagan Duhamel / Eric Radford                               | Aliona Savchenko / Bruno Massot                             | Vanessa James / Morgan Ciprès                               |
| 2018                   | Laval                                                       | Vanessa James / Morgan Ciprès                               | Peng Cheng / Jin Yang                                       | Kirsten Moore-Towers / Michael Marinaro                     |
| 2019                   | Kelowna                                                     | Aleksandra Boikova / Dmitrii Kozlovskii                     | Kirsten Moore-Towers / Michael Marinaro                     | Evgenia Tarasova / Vladimir Morozov                         |

### Danza sobre hielo
| Medallistas en danza | Medallistas en danza         | Medallistas en danza                    | Medallistas en danza                   | Medallistas en danza                     |
| -------------------- | ---------------------------- | --------------------------------------- | -------------------------------------- | ---------------------------------------- |
| Año                  | Ubicación                    | Oro                                     | Plata                                  | Bronce                                   |
| 1973                 | Calgary                      | Hilary Green / Glyn Watts               | Louise Soper / Barry Soper             | Irina Moiseeva / Andrei Minenkov         |
| 1974                 | Kitchener                    | Irina Moiseeva / Andrei Minenkov        | Colleen O'Connor / Jim Millns          | Janet Thompson / Warren Maxwell          |
| 1975                 | Edmonton                     | Natalia Linichuk / Gennadi Karponosov   | Barbara Berezowski / David Porter      | Matilde Ciccia / Lamberto Ceserani       |
| 1976                 | Ottawa                       | Natalia Linichuk / Gennadi Karponosov   | Janet Thompson / Warren Maxwell        | Susan Carscallen / Eric Gillies          |
| 1977                 | Moncton                      | Janet Thompson / Warren Maxwell         | Marina Zoueva / Andrei Vitman          | Lorna Wighton / John Dowding             |
| 1978                 | Vancouver                    | Krisztina Regőczy / András Sallay       | Lorna Wighton / John Dowding           | Marina Zoueva / Andrei Vitman            |
| 1979                 | La competición no tuvo lugar | La competición no tuvo lugar            | La competición no tuvo lugar           | La competición no tuvo lugar             |
| 1980                 | Calgary                      | Judy Blumberg / Michael Seibert         | Karen Barber / Nicky Slater            | Marie McNeill / Rob McCall               |
| 1981                 | Ottawa                       | Carol Fox / Richard Dalley              | Karen Barber / Nicky Slater            | Natalia Karamysheva / Rostislav Sinitsyn |
| 1982                 | Kitchener                    | Elisa Spitz / Scott Gregory             | Tracy Wilson / Rob McCall              | Natalia Annenko / Genrij Sretenski       |
| 1983                 | Halifax                      | Tracy Wilson / Rob McCall               | Wendy Sessions / Stephen Williams      | Natalia Annenko / Genrij Sretenski       |
| 1984                 | Victoria                     | Olga Volozhinskaya / Alexander Svinin   | Petra Born / Rainer Schönborn          | Kelly Johnson / John Thomas              |
| 1985                 | London                       | Renée Roca / Donald Adair               | Olga Volozhinskaya / Alexander Svinin  | Kathrin Beck / Christoff Beck            |
| 1986                 | Regina                       | Natalia Annenko / Genrij Sretenski      | Suzanne Semanick / Scott Gregory       | Karyn Garossino / Rod Garossino          |
| 1987                 | Calgary                      | Tracy Wilson / Rob McCall               | Kathrin Beck / Christoff Beck          | Lia Trovati / Roberto Pelizzola          |
| 1988                 | Thunder Bay                  | Natalia Annenko / Genrij Sretenski      | April Sargent / Russ Witherby          | Melanie Cole / Michael Farrington        |
| 1989                 | Cornwall                     | Suzanne Semanick / Ron Kravette         | Michelle McDonald / Mark Mitchell      | Jacqueline Petr / Mark Janoschak         |
| 1990                 | Lethbridge                   | Jacqueline Petr / Mark Janoschak        | Irina Románova / Igor Yaroshenko       | Małgorzata Grajcar / Andrzej Dostatni    |
| 1991                 | London                       | Stefania Calegari / Pasquale Camerlengo | Sophie Moniotte / Pascal Lavanchy      | Kateřina Mrázová / Martin Šimeček        |
| 1992                 | Victoria                     | Susanna Rahkamo / Petri Kokko           | Yaroslava Nechaeva / Yuri Chesnichenko | Kateřina Mrázová / Martin Šimeček        |
| 1993                 | Ottawa                       | Sophie Moniotte / Pascal Lavanchy       | Tatiana Navka / Samuel Gezolian        | Shae-Lynn Bourne / Victor Kraatz         |
| 1994                 | Red Deer                     | Shae-Lynn Bourne / Victor Kraatz        | Margarita Drobiazko / Povilas Vanagas  | Renée Roca / Gorsha Sur                  |
| 1995                 | Saint John                   | Shae-Lynn Bourne / Viktor Kraatz        | Marina Anissina / Gwendal Peizerat     | Irina Románova / Igor Yaroshenko         |
| 1996                 | Kitchener                    | Shae-Lynn Bourne / Viktor Kraatz        | Marina Anissina / Gwendal Peizerat     | Barbara Fusar-Poli / Maurizio Margaglio  |
| 1997                 | Halifax                      | Shae-Lynn Bourne / Viktor Kraatz        | Elizabeth Punsalan / Jerod Swallow     | Irina Lobachova / Iliá Averbuj           |
| 1998                 | Kamloops                     | Shae-Lynn Bourne / Viktor Kraatz        | Margarita Drobiazko / Povilas Vanagas  | Sylwia Nowak / Sebastian Kolasiński      |
| 1999                 | Saint John                   | Margarita Drobiazko / Povilas Vanagas   | Elena Grushina / Ruslan Goncharov      | Isabelle Delobel / Olivier Schoenfelder  |
| 2000                 | Mississauga                  | Marina Anissina / Gwendal Peizerat      | Galit Chait / Serguéi Sakhnovski       | Marie-France Dubreuil / Patrice Lauzon   |
| 2001                 | Saskatoon                    | Shae-Lynn Bourne / Victor Kraatz        | Galit Chait / Serguéi Sakhnovski       | Isabelle Delobel / Olivier Schoenfelder  |
| 2002                 | Quebec                       | Elena Grushina / Ruslan Goncharov       | Marie-France Dubreuil / Patrice Lauzon | Svetlana Kulikova / Arseni Markov        |
| 2003                 | Mississauga                  | Tatiana Navka / Román Kostomárov        | Albena Denkova / Maksim Staviyski      | Marie-France Dubreuil / Patrice Lauzon   |
| 2004                 | Halifax                      | Albena Denkova / Maksim Staviyski       | Marie-France Dubreuil / Patrice Lauzon | Galit Chait / Serguéi Sakhnovski         |
| 2005                 | St. John's                   | Marie-France Dubreuil / Patrice Lauzon  | Elena Grushina / Ruslan Goncharov      | Melissa Gregory / Denis Petukhov         |
| 2006                 | Victoria                     | Marie-France Dubreuil / Patrice Lauzon  | Tessa Virtue / Scott Moir              | Federica Faiella / Massimo Scali         |
| 2007                 | Quebec                       | Tessa Virtue / Scott Moir               | Anna Cappellini / Luca Lanotte         | Pernelle Carron / Mathieu Jost           |
| 2008                 | Ottawa                       | Meryl Davis / Charlie White             | Vanessa Crone / Paul Poirier           | Nathalie Péchalat / Fabian Bourzat       |
| 2009                 | Kitchener                    | Tessa Virtue / Scott Moir               | Nathalie Péchalat / Fabian Bourzat     | Kaitlyn Weaver / Andrew Poje             |
| 2010                 | Kingston                     | Vanessa Crone / Paul Poirier            | Sinead Kerr / John Kerr                | Madison Chock / Greg Zuerlein            |
| 2011                 | Mississauga                  | Tessa Virtue / Scott Moir               | Kaitlyn Weaver / Andrew Poje           | Anna Cappellini / Luca Lanotte           |
| 2012                 | Windsor                      | Tessa Virtue / Scott Moir               | Anna Cappellini / Luca Lanotte         | Yekaterina Riazánova / Iliá Tkachenko    |
| 2013                 | Saint John                   | Tessa Virtue / Scott Moir               | Kaitlyn Weaver / Andrew Poje           | Madison Hubbell / Zachary Donohue        |
| 2014                 | Kelowna                      | Kaitlyn Weaver / Andrew Poje            | Piper Gilles / Paul Poirier            | Madison Hubbell / Zachary Donohue        |
| 2015                 | Lethbridge                   | Kaitlyn Weaver / Andrew Poje            | Maia Shibutani / Alex Shibutani        | Yekaterina Bobrova / Dmitri Soloviov     |
| 2016                 | Mississauga                  | Tessa Virtue / Scott Moir               | Madison Chock / Evan Bates             | Piper Gilles / Paul Poirier              |
| 2017                 | Regina                       | Tessa Virtue / Scott Moir               | Kaitlyn Weaver / Andrew Poje           | Madison Hubbell / Zachary Donohue        |
| 2018                 | Laval                        | Madison Hubbell / Zachary Donohue       | Victoria Sinitsina / Nikita Katsalapov | Piper Gilles / Paul Poirier              |
| 2019                 | Kelowna                      | Piper Gilles / Paul Poirier             | Madison Hubbell / Zachary Donohue      | Lilah Fear / Lewis Gibson                |

### Cuartetos
| Medallistas en cuartetos | Medallistas en cuartetos | Medallistas en cuartetos                                                | Medallistas en cuartetos                                          | Medallistas en cuartetos                                       |
| ------------------------ | ------------------------ | ----------------------------------------------------------------------- | ----------------------------------------------------------------- | -------------------------------------------------------------- |
| Año                      | Ubicación                | Oro                                                                     | Plata                                                             | Bronce                                                         |
| 1989                     | Cornwall                 | Christine Hough / Doug Ladret / Cindy Landry / Lyndon Johnston          | Patricia MacNeil / Cory Watson / Michelle Menzies / Kevin Wheeler | Calla Urbanski / Mark Naylor / Elaine Asanakis / Joel McKeever |
| 1990                     | Lethbridge               | Stacey Ball / Jean-Michel Bombardier / Isabelle Brasseur / Lloyd Eisler | Christine Hough / Doug Ladret / Michelle Menzies / Kevin Wheeler  | Calla Urbanski / Mark Naylor / Elaine Asanakis / Joel McKeever |